# Eduardo Fábregas Bosch
Eduard  Fábregas Bosch en Catalán:Eduard Fàbregas i Bosch, (nacido el 12 de diciembre de 1963 en Barcelona, Cataluña) es un exjugador de hockey sobre hierba español. Disputó los Juegos Olímpicos de Seúl 1988, obteniendo una novena posición. Es tío de Kiko Fábregas, tío de Alexandre Fàbregas, hermano de Francisco Fábregas Bosch y de Jorge Fábregas Bosch, y primo de Juan Quintana Bosch y Ramón Quintana Bosch todos ellos jugadores de hockey sobre hierba internacionales por España. 

## Participaciones en Juegos Olímpicos
- Seúl 1988, novena posición.